# Михайлов, Гавриил Михайлович
Гавриил Михайлович Михайлов (18 января [30 января] 1895, д. Салагаево, Цивильский уезд, Казанская губерния, Российская империя — 15 мая 1967, с. Кармаскалы, Кармаскалинский район, Башкирская АССР, РСФСР) — советский партийный деятель, ответственный секретарь Чувашского областного комитета РКП(б) (1922).

## Биография
В 1913 г. окончил Симбирскую чувашскую учительскую школу, в 1933 г. — Московский механический институт.
С 1913 по 1920 г. работал учителем в Янтиковской начально школе, Ковалинском высшем начальном училище.
Член РКП(б) с 1919 г.
С сентября 1921 — зав. Чуваш. област. отделом народ. образования, после преобразования ЧАО в Чуваш. АССР — народ. комиссар просвещения. С марта по октябрь 1922 — ответствен. секретарь Чуваш. обкома РКП(б), член ЦИК СССР, с июля 1926 — на партийной работе в Туркмении, Ярослав. обл., Башкирии. Репрессирован, в 1937-40 находился в заключении, в 1940-42, 1945-56 — на преподавател. работе.
- 1921—1922 гг. — заведующий Чувашским областным отделом народного образования,
- март-октябрь 1922 г. — ответственный секретарь Чувашского областного комитета РКП(б),
- 1922—1924 гг. — заведующий Чувашским областным отделом народного образования,
- 1924—1926 гг. — заведующий организационным отделом Чувашского областного комитета РКП(б),
- январь-июль 1926 г. — народный комиссар просвещения Чувашской АССР.

С июля 1926 г. — на партийной работе в Туркменской ССР (до 1927 г. — заместитель заведующего организационным отделом ЦК КП(б) Туркмении), Ярославской области и Башкирской АССР.
В 1937 г. был арестован, в 1940 г. освобождён. С 1940 по 1942 г. — на преподавательской работе. Участник Великой Отечественной войны.
С 1945 по 1956 г. — на преподавательской работе.